# Ali Mirzaei
Ali Mirzaei (in persiano علی میرزایی‎; Teheran, 28 gennaio 1929 – 18 luglio 2020) è stato un sollevatore iraniano.

## Palmarès

### Olimpiadi
- Bronzo a Helsinki 1952 nei pesi gallo.

### Mondiali
- Argento a Milano 1951 nei pesi gallo.
- Bronzo a Vienna 1954 nei pesi gallo.

### Giochi asiatici
- Argento a New Delhi 1951 nei pesi gallo.